# Raymonde Guyot
Pour les articles homonymes, voir Guyot.
Raymonde Guyot, née le 4 janvier 1935 à Paris 18e, et morte le 18 mars 2021 à Chailles, est une monteuse française,.
Elle a remporté deux fois le César du meilleur montage, en 1979 pour Le Dossier 51 et 1986 pour Péril en la demeure.
Elle est la mère de l'actrice Claire Guyot.

## Filmographie
- 1972 : Faustine et le Bel Été de Nina Companeez
- 1972 : Le Trèfle à cinq feuilles d'Edmond Freess
- 1973 : La Femme en bleu de Michel Deville
- 1973 : L'Histoire très bonne et très joyeuse de Colinot trousse-chemise de Nina Companeez
- 1974 : Le Mouton enragé de Michel Deville
- 1977 : L'Apprenti salaud de Michel Deville
- 1978 : Le Dossier 51 de Michel Deville
- 1979 : L'Associé de René Gainville
- 1980 : Le Voyage en douce de Michel Deville
- 1981 : Les Fourberies de Scapin de Roger Coggio
- 1981 : Eaux profondes de Michel Deville
- 1982 : Le Bourgeois gentilhomme de Roger Coggio
- 1983 : La Petite Bande de Michel Deville
- 1984 : Charlots Connection de Jean Couturier
- 1985 : Péril en la demeure de Michel Deville
- 1986 : Le Paltoquet de Michel Deville
- 1987 : Le Grand Chemin de Jean-Loup Hubert
- 1988 : La Lectrice de Michel Deville
- 1990 : La Baule-les-Pins de Diane Kurys
- 1990 : Nuit d'été en ville de Michel Deville
- 1991 : La Contre-allée d'Isabel Sebastian
- 1991 : La Reine blanche de Jean-Loup Hubert
- 1992 : Toutes peines confondues de Michel Deville
- 1993 : À cause d'elle de Jean-Loup Hubert
- 1994 : Aux petits bonheurs de Michel Deville
- 1995 : Rosine de Christine Carrière
- 1997 : La Divine Poursuite de Michel Deville
- 1999 : Qui plume la lune ? de Christine Carrière

## Distinctions

### Récompenses
- 1979 : César du meilleur montage pour Le Dossier 51
- 1986 : César du meilleur montage pour Péril en la demeure

### Nominations
- 1988 : César du meilleur montage pour Le Grand Chemin
- 1989 : César du meilleur montage pour La Lectrice